# Chichester Psalms
Chichester Psalms è una estesa composizione corale in tre movimenti di Leonard Bernstein per voce bianca o controtenore, coro e orchestra. Il testo è stato arrangiato dal compositore dal Libro dei Salmi nell'originale ebraico. La parte 1 usa i Salmi 100 e 108, la parte 2 usa i 2 e 23 e la parte 3 usa i 131 e 133. Bernstein ha scritto il lavoro per un'orchestra ridotta, ma ha anche realizzato una versione per un insieme più piccolo di organo, un'arpa e percussioni.
Il lavoro è stato presentato in anteprima alla David Geffen Hall di New York City il 15 luglio 1965, sotto la direzione del compositore. Ciò è stato seguito da un'esibizione alla Cattedrale di Chichester come parte del festival, per il quale era stato commissionato, il 31 luglio dello stesso anno, diretto da John Birch.

## Storia
L'opera fu commissionata per il Festival delle cattedrali meridionali del 1965 alla Cattedrale di Chichester dal decano della cattedrale, Walter Hussey. Tuttavia la prima mondiale ebbe luogo nella Philharmonic Hall di New York il 15 luglio 1965 con il compositore alla direzione, seguita dall'esibizione a Chichester il 31 luglio 1965 diretta dall'organista della cattedrale e dal maestro dei coristi, John Birch.
La prima rappresentazione a Londra ebbe luogo il 10 giugno 1966 nella Duke's Hall della Royal Academy of Music. Diretto da Roy Wales ed eseguito dalla London Academic Orchestra e dalla London Student Chorale, fu abbinato alla Cantata academica di Britten. Fu pubblicato nel 1965 da Boosey & Hawkes.
Chichester Psalms è stata la prima composizione di Bernstein dopo la sua Terza Sinfonia (Kaddish) del 1963. Queste due opere sono le sue due composizioni più apertamente ebraiche. Mentre entrambe le opere hanno un coro che canta testi in ebraico, la Sinfonia Kaddish è stata descritta come un'opera spesso al limite della disperazione, mentre Chichester Psalms è affermativa e serena a volte.
Il 24 novembre 2018, come finale delle celebrazioni di Bernstein in Chichester in occasione del centenario della nascita di Bernstein, i cori della Cattedrale di Chichester, della Cattedrale di Winchester e della Cattedrale di Salisburgo hanno nuovamente unito le forze per cantare i Chichester Psalms nella cattedrale di Chichester. Erano accompagnati dalla Bournemouth Symphony Orchestra diretta da Marin Alsop, ex allieva di Bernstein. L'assolo degli acuti fu cantato dal Chichester Head Chorister, Jago Brazier. Alexander Bernstein, il figlio di Bernstein, era tra il pubblico, come lo era stato nel 1965.

## Musica
I Salmi, e il primo movimento in particolare, sono noti per la difficoltà che rappresentano per gli esecutori. Ad esempio, l'apertura è difficile per i tenori, a causa della gamma vocale insolitamente ampia, della complessità ritmica e della presenza costante di settime parallele strane e difficili da mantenere tra le parti del tenore e del basso. L'intervallo di una settima figura in modo prominente in tutto il brano a causa della sua importanza numerologica nella tradizione giudaico-cristiana; il primo movimento è scritto nell'insolito metro di 7⁄4.
Chichester Psalms presenta l'arpa in modo significativo; la versione orchestrale completa richiede due intricate parti di arpa. Bernstein ha completato le parti per arpa prima di comporre le parti orchestrali e corali di accompagnamento, garantendo così agli arpisti un ruolo fondamentale nella realizzazione della musica. Durante le prove si notò che richiese agli arpisti che suonassero il brano prima del resto dell'orchestra per sottolineare l'importanza del ruolo delle arpe.
Una registrazione notevole fu fatta nel 1986 diretta da Richard Hickox. Con l'approvazione di Bernstein, la parte solista fu cantata da Aled Jones, allora una voce bianca.
Nonostante la difficoltà del lavoro, viene occasionalmente eseguito come anthem nei servizi di Preghiera della sera corale nelle cattedrali anglicane più musicali.

## Partitura
Nella partitura Bernstein annota che le parti di soprano e contralto sono state scritte "pensando alle voci dei ragazzi" e che è "possibile ma non preferibile" utilizzare invece le voci delle donne. Afferma tuttavia che l'assolo di contralto maschile "non deve essere cantato da una donna", ma da un ragazzo o da un controtenore. Questo per rafforzare il significato liturgico del brano cantato, forse per suggerire che il Salmo 23, un "Salmo di Davide" dalla Bibbia ebraica, doveva essere ascoltato come se fosse cantato dallo stesso Davide ragazzo.

### Strumentazione
L'orchestra è composta da 3 trombe in si bem., 3 tromboni, timpani, una sezione di percussioni di cinque persone, 2 arpe e strumenti ad arco. Una riduzione scritta dal compositore ha in seguito ridotto le forze di esecuzione orchestrale ad organo, un'arpa e percussioni.

## Testo e musica

### Introduzione
Salmo 108 (verso 2 nella Bibbia di re Giacomo; verso 3 in ebreo)
| עוּרָה, הַנֵּבֶל וְכִנּוֹר; אָעִירָה שָּׁחַר. | Urah, hanevel, v'chinor! A-irah shaḥar | Awake, psaltery and harp: I will rouse the dawn! | Sveglia, salterio e arpa: Risveglierò l'alba! |

L'introduzione (presentata nella partitura come parte del primo movimento) inizia raccogliendo energia. La descrizione poetica (word painting) è usata in quanto le settime dissonanti presenti in ogni accordo suonano come campane tintinnanti, indicando che ci viene detto di risvegliarci in modo profondo e intenso. Nella prima battuta Bernstein introduce anche un leitmotiv nelle parti di soprano e di contralto costituite da una quarta perfetta discendente, settima minore ascendente e quinta perfetta discendente. Il motivo si trova anche con la settima invertita come seconda maggiore discendente. Evoca immagini di accordatura dell'arpa e del salterio (specialmente l'uso di quarte e quinte perfette). Questo leitmotiv si trova altrove nell'opera, compresa la fine del primo movimento ("Ki tov Adonai", m. 109-116), il preludio del terzo movimento e nella parte del soprano della sezione finale a cappella del movimento tre ( "Hineh mah tov," m.60), con una reintroduzione ossessionante del materiale nell'arpa all'unisono in sol durante l' "Amen" della m. 64.

### Primo movimento
Salmo 100
| הָרִיעוּ לַיהוָה, כָּל־הָאָרֶץ. עִבְדוּ אֶת־יְהוָה בְּשִׂמְחָה; בֹּאוּ לְפָנָיו, בִּרְנָנָה. דְּעוּ-- כִּי יְהוָה, הוּא אֱלֹהִים: הוּא־עָשָׂנוּ, ולא (וְלוֹ) אֲנַחְנוּ-- עַמּוֹ, וְצֹאן מַרְעִיתוֹ. בֹּאוּ שְׁעָרָיו, בְּתוֹדָה-- חֲצֵרֹתָיו בִּתְהִלָּה; הוֹדוּ־לוֹ, בָּרְכוּ שְׁמוֹ. כִּי־טוֹב יְהוָה, לְעוֹלָם חַסְדּוֹ; וְעַד־דֹּר וָדֹר, אֱמוּנָתוֹ. | Hari'u l'Adonai kol ha'arets. Iv'du et Adonai b'simḥa Bo'u l'fanav bir'nanah. D'u ki Adonai Hu Elohim. Hu asanu v'lo anaḥnu. Amo v'tson mar'ito. Bo'u sh'arav b'todah, Ḥatseirotav bit'hilah, Hodu lo, bar'chu sh'mo. Ki tov Adonai, l'olam ḥas'do, V'ad dor vador emunato. | Make a joyful noise unto the Lord all ye lands. Serve the Lord with gladness. Come before His presence with singing. Know that the Lord, He is God. He made us, and we are his. We are His people and the sheep of His pasture. Come unto His gates with thanksgiving, And into His court with praise. Be thankful unto Him and bless His name. the Lord is good, His mercy everlasting And His truth endureth to all generations. | Fate una gioiosa ovazione al Signore tutti voi paesi. Servite il Signore con gioia. Venite avanti alla Sua presenza con il canto. Sappiate che il Signore, è Dio. Ci ha creati e noi siamo suoi. Siamo il suo popolo e le pecore del suo pascolo. Venite alle sue porte rendendo grazie, E nel suo cortile con lodi. Siate grati a Lui e benedite il Suo nome. il Signore è buono, la sua misericordia eterna E la sua verità durerà per tutte le generazioni. |

Il primo movimento è in un gioioso metro in 7⁄4, cantato in modo festoso, come implorato nella prima strofa del Salmo. Le sue ultime parole, "Ki tov Adonai", richiamano il settimo intervallo presentato come tema principale nell'introduzione. Il ritmo è essenzialmente un metro di 4⁄4, ma manca l'ultima mezza battuta, dando la sensazione di un'energia frettolosa in cui l'ultima mezza battuta viene saltata per affrettarsi alla battuta successiva.

### Secondo movimento
| יְהוָה רֹעִי, לֹא אֶחְסָר. בִּנְאוֹת דֶּשֶׁא, יַרְבִּיצֵנִי; עַל-מֵי מְנֻחוֹת יְנַהֲלֵנִי. נַפְשִׁי יְשׁוֹבֵב; יַנְחֵנִי בְמַעְגְּלֵי־צֶדֶק, לְמַעַן שְׁמוֹ. גַּם כִּי־אֵלֵךְ בְּגֵיא צַלְמָוֶת, לֹא־אִירָא רָע-- כִּי־אַתָּה עִמָּדִי; שִׁבְטְךָ וּמִשְׁעַנְתֶּךָ, הֵמָּה יְנַחֲמֻנִי. לָמָּה, רָגְשׁוּ גוֹיִם; וּלְאֻמִּים, יֶהְגּוּ־רִיק. יִתְיַצְּבוּ, מַלְכֵי־אֶרֶץ-- וְרוֹזְנִים נוֹסְדוּ־יָחַד: עַל־יְהוָה, וְעַל־מְשִׁיחוֹ. נְנַתְּקָה, אֶת־מוֹסְרוֹתֵימוֹ; וְנַשְׁלִיכָה מִמֶּנּוּ עֲבֹתֵימוֹ. יוֹשֵׁב בַּשָּׁמַיִם יִשְׂחָק: אֲדֹנָי, יִלְעַג־לָמוֹ. תַּעֲרֹךְ לְפָנַי, שֻׁלְחָן-- נֶגֶד צֹרְרָי; דִּשַּׁנְתָּ בַשֶּׁמֶן רֹאשִׁי, כּוֹסִי רְוָיָה. אַךְ, טוֹב וָחֶסֶד יִרְדְּפוּנִי-- כָּל־יְמֵי חַיָּי; וְשַׁבְתִּי בְּבֵית־יְהוָה, לְאֹרֶךְ יָמִים. | "David" and sopranos (Psalm 23) Adonai ro-i, lo eḥsar. Bin'ot deshe yarbitseini, Al mei m'nuḥot y'nahaleini, Naf'shi y'shovev, Yan'ḥeini b'ma'aglei tsedek, L'ma'an sh'mo. (sopranos) Gam ki eilech B'gei tsalmavet, Lo ira ra, Ki Atah imadi. Shiv't'cha umishan'techa Hemah y'naḥamuni. (Tenors and basses (Salmo 2, vs. 1-4)) Lamah rag'shu goyim Ul'umim yeh'gu rik? Yit'yats'vu malchei erets, V'roznim nos'du yaḥad Al Adonai v'al m'shiḥo. N'natkah et mos'roteimo, V'nashlichah mimenu avoteimo. Yoshev bashamayim Yis'ḥak, Adonai Yil'ag lamo! (sopranos (Psalm 23)) Ta'aroch l'fanai shulḥan Neged tsor'rai Dishanta vashemen roshi Cosi r'vayah. "David" Ach tov vaḥesed Yird'funi kol y'mei ḥayai V'shav'ti b'veit Adonai L'orech yamim. | The Lord is my shepherd, I shall not want. He maketh me to lie down in green pastures, He leadeth me beside the still waters, He restoreth my soul, He leadeth me in the paths of righteousness, For His name's sake. Yea, though I walk Through the valley of the shadow of death, I will fear no evil, For Thou art with me. Thy rod and Thy staff They comfort me. Why do the nations rage, And the people imagine a vain thing? The kings of the earth set themselves, And the rulers take counsel together Against the Lord and against His anointed. Saying, let us break their bands asunder, And cast away their cords from us. He that sitteth in the heavens Shall laugh, and the Lord Shall have them in derision! Thou preparest a table before me In the presence of my enemies, Thou anointest my head with oil, My cup runneth over. Surely goodness and mercy Shall follow me all the days of my life, And I will dwell in the house of the Lord Forever. | Il Signore è il mio pastore, non manco di nulla. Egli mi fa giacere in pascoli verdi, Mi conduce lungo le acque calme, Egli mi ristora l'anima, Mi guida per i sentieri della giustizia, Per amore del suo nome. Sì, anche se camminerò Attraverso la valle dell'ombra della morte, Non temerò alcun male, Perché tu sei con me. La tua verga e il tuo bastone Mi confortano. Perché le nazioni infuriano, E la gente immagina una cosa vana? I re della terra si ritrovano, E i governanti si consigliano insieme Contro il Signore e contro i suoi unti. Dicendo, rompiamo le loro bande a pezzi, E gettano via le loro corde da noi. Colui che siede nei cieli Riderà, e il Signore Li deriderà! Tu prepari una mensa davanti a me In presenza dei miei nemici, Tu ungi il mio capo con olio, La mia coppa trabocca. Sicuramente bontà e misericordia Mi seguirà tutti i giorni della mia vita E abiterò nella casa del Signore Per sempre. |

Il secondo movimento inizia con il Salmo di David ambientato in un metro convenzionale (3⁄4) con una melodia tranquilla, cantata dalla voce bianca (o controtenore) e ripetuta dalle voci di soprano nel coro. Questo viene bruscamente interrotto dall'orchestra e dai suoni bassi e rimbombanti (ancora una volta descrizione poetica) delle voci maschili che cantano il Salmo 2 (anche in particolare nel Messiah di Händel). Questo viene gradualmente sopraffatto dalle voci di soprano (con la direzione - alla misura 102 nella sola partitura vocale - "beatamente inconsapevole della minaccia") con David che riafferma serenamente la seconda parte di Salmo 23. Tuttavia, le ultime misure del movimento contengono note che richiamano la sezione interruttiva, che simboleggia la lotta senza fine dell'umanità con il conflitto e la fede.
La musica per l'inizio del secondo movimento è tratta da schizzi dell'incompiuto The Skin of Our Teeth di Bernstein. Il tema degli uomini è stato adattato dal materiale tagliato da West Side Story.

### Terzo movimento
Salmo 131
| יְהוָה, לֹא־גָבַהּ לִבִּי-- וְלֹא־רָמוּ עֵינַי; וְלֹא־הִלַּכְתִּי, בִּגְדֹלוֹת וּבְנִפְלָאוֹת מִמֶּנִּי. אִם־לֹא שִׁוִּיתִי, וְדוֹמַמְתִּי-- נַפְשִׁי: כְּגָמֻל, עֲלֵי אִמּוֹ; כַּגָּמֻל עָלַי נַפְשִׁי. יַחֵל יִשְׂרָאֵל, אֶל־יְהוָה-- מֵעַתָּה, וְעַד־עוֹלָם. | Adonai, Adonai, Lo gavah libi, V'lo ramu einai, V'lo hilachti Big'dolot uv'niflaot Mimeni. Im lo shiviti V'domam'ti, Naf'shi k'gamul alei imo, Kagamul alai naf'shi. Yaḥel Yis'rael el Adonai Me'atah v'ad olam. | Lord, Lord, My heart is not haughty, Nor mine eyes lofty, Neither do I exercise myself In great matters or in things Too wonderful for me to understand. Surely I have calmed And quieted myself, As a child that is weaned of his mother, My soul is even as a weaned child. Let Israel hope in the Lord From henceforth and forever. | Signore, Signore, Il mio cuore non è superbo, Né i miei occhi alteri, Né io mi esercito Nelle grandi cose o nelle cose Troppo meraviglioso per me da capire. Sicuramente mi sono calmato E mi sono tranquillizzato, Come un bambino svezzato da sua madre, Anche la mia anima è come un bambino svezzato. Lascia che Israele speri nel Signore Da ora in poi e per sempre. |

Il terzo movimento inizia con un preludio strumentale conflittuale e impegnativo che ricapitola gli accordi e la melodia dell'introduzione, poi improvvisamente irrompe nel delicato impianto corale in un oscillante metro di 10⁄4 (suddiviso in 2+3+2+3⁄4) che ricorda le palme del deserto che ondeggiano al vento.

### Finale
Salmo 133, vs. 1
| הִנֵּה מַה־טּוֹב, וּמַה־נָּעִים-- שֶׁבֶת אַחִים גַּם־יָחַד. | Hineh mah tov, Umah na'im, Shevet aḥim Gam yaḥad | Behold how good, And how pleasant it is, For brethren to dwell Together in unity. | Guarda quanto è buono, E com'è piacevole, Perché i fratelli dimorino Insieme in unità. |

Il finale arriva dal terzo movimento senza interruzioni. I motivi principali dell'introduzione tornano qui per unificare l'opera e creare un senso di ritorno all'inizio, ma qui i motivi sono cantati in modo pianississimo e molto estesi in lunghezza. Armonie particolarmente luminose alla fine lasciano il posto a una nota all'unisono sull'ultima sillaba del testo - un altro esempio di descrizione poetica, poiché l'ultima parola ebraica, Yaḥad, significa "insieme" o, più precisamente, "come uno". Questa stessa nota è quella su cui il coro canta poi l'Amen, mentre una tromba smorzata suona un'ultima volta il motivo di apertura e anche l'orchestra termina in un sol all'unisono, con un minuscolo accenno di cadenza piccarda.